# Anna Bochkoltz-Falconi
Anna Bochkoltz-Falconi   (Trèveris, 11 de març de 1815 - París, 24 de desembre de 1879) fou una artista lírica, soprano, professora de cant i compositora alemanya.
Va tocar el seu primer concert el 1843, després va estudiar a Brussel·les i París. Després de concerts a París, Londres i Berlín, va aparèixer a la dècada de 1850, als escenaris d'òpera de Wiesbaden, Frankfurt, Múnic i Coburg. Fou coneguda per l'amplitud de la veu i va ser considerada una de les soprano dramàtiques més importants, de coloratura del seu temps, que va aparèixer en el paper de Donna Anna a Don Giovanni de Mozart, Fidelio de Beethoven i Norma de Bellini. Posteriorment, ensenya a cantar a Viena, Estrasburg i París.
Nascuda a Anna Juliane Bochkoltz a Trèveris, fou filla de l'advocat Johnann Friedrich Joseph Bochkoltz i de la seva esposa Barbara, nascuda Sauer. El seu sobrenom era "Niñera". Va ensenyar dibuix des del 1831 fins al 1833 a l'escola privada de la seva mare. Ella forma la seva veu, primer amb Stephan Dunst. Manté contactes amb Jenny von Westphalen, la futura esposa de Karl Marx.
Va donar el seu primer concert a Trèveris el 1843. El 1844 va estudiar al Conservatoire de Bruxelles; el 1845, a París. L'any següent, es converteix en solista de l'Orquestra del Conservatoriire Concert Society i professora de cant. Realitza concerts a París, Londres, Berlín i Trèveris.
Després de la Revolució Francesa de 1848, es va traslladar a Anglaterra, després a Itàlia. A la dècada de 1850 va aparèixer als escenaris d'òpera del "Hessisches Staatstheater" de Wiesbaden, de l'Operapera de Frankfurt i del Teatre Nacional de Múnic, treballant durant diversos anys al "Landestheater" de Coburg. Interpreta el paper de Donna Anna a Don Giovanni, el paper principal a Fidelio, el paper principal a Norma, i Agathe a Der Freischütz.
Va viure a Viena des del 1856 fins al 1873 i impartint lliçons de cant. Entre els seus estudiants hi ha Helena Margaretha Hutschenruijter, Ottilie Ebner, Wilhelmine Raab, Ida Benza i Hermann Rosenberg. Va compondre cançons amb acompanyament de piano. Viu i ensenya des del 1873 a Estrasburg, i després a París, on mor. És considerada una de les soprano dramàtiques més importants de la seva època per la amplitud de la seva veu.

## Representacions
La Bochkoltz va aparèixer a La Scala de Milà l'1 de novembre de 1851 a Lo frate 'nnamorato de Pergolesi. El 2 d'abril de 1854 va interpretar un paper en la creació de Santa Chiara, una òpera composta per Ernest II de Saxe-Coburg i Gotha. Va aparèixer a Fidelio de Beethoven, Múnic, el 21 d'octubre de 1852. Va aparèixer al paper d'Elisabeth a Tannhauser de Wagner quan va actuar per primera vegada a Coburg, on es desenvolupa l'acció, al desembre de 1854, al costat de Jules Réer: El gener de 1856, canta L'espectre de la rosa de Berlioz, dirigida pel mateix autor a Gotha. El 2 de maig de 1858, la Bochkoltz-Falconi va cantar La Captive de Berlioz, en un concert organitzat per Henry Litolff al Conservatori de París, on Berlioz dirigia l'orquestra, amb molt aplaudiment del públic. El 1863, va fer un lamentable intent de tornar a cantar òpera amb Ernani al Théâtre Italien de París.

## Biobliografia
- (de) Gustav Bereths, Musikchronik der Stadt Trier 1800-1850. Pert 1: Das Konzert - und Vereinswesen. Schott, Mayence 1978. (ISBN 978-3-7957-1317-1)
- (de) Heinz Monz: Bochkoltz, Anna Juliane. Dans: Heinz Monz (ed.):Trierer biographisches Lexikon. Landesarchivverwaltung, Coblence, 2000. (ISBN 3-931014-49-5), p. 35